# Stanko Bubalo
Stanko Bubalo (* 26. April 1973 in Široki Brijeg) ist ein ehemaliger kroatischer Fußballspieler.

## Karriere

### Verein
Bubalo spielte auf der Position eines Mittelstürmers. Gegen Ende der 1990er-Jahre wurde er mit dem NK Široki Brijeg aus seiner Geburtsstadt zweimal nationaler Meister in der damaligen kroatischen Republik Herceg-Bosna. Zwischen 1998 und 2001 lief er für die kroatischen Spitzenteams NK Osijek und Hajduk Split auf und gehörte in dieser Zeit zu den erfolgreichsten Torschützen der Liga. 2001 wechselte er zum österreichischen Erstligaaufsteiger FC Kärnten. Hier blieb er die folgenden sechs Jahre und machte auch den Gang in die zweite Liga im Jahr 2004 mit. In der Zweitligasaison 2004/05 war er mit 17 Toren zweitbester Torschütze der Liga und wurde zudem Torschützenkönig des ÖFB-Pokals, bei dem der FC Kärnten das Halbfinale erreichte. Der Verein verblieb jedoch bis zu Bubalos Abschied in der zweiten Spielklasse. 2007 kehrte er zu seinem ersten Verein NK Široki Brijeg zurück, der mittlerweile in der ersten Liga Bosnien-Herzegowinas spielte. Es folgte von 2009 bis 2010 eine Saison beim Erstligaabsteiger NK Posušje, der sich jedoch im Laufe der Saison aus dem Spielbetrieb der zweiten Liga zurückzog. Anschließend spielte er noch im kärntnerischen Völkermarkt für den Dorfverein ASKÖ St. Peter/Wallersberg.

### Nationalmannschaft
Bubalo bestritt in den Jahren 1999 und 2000 zwei Freundschaftsspiele für Kroatien.

## Erfolge
- Meister in der Ersten Liga der Herceg-Bosna 1997 und 1998
- Kroatischer Pokalsieger 1999
- Kroatischer Meister 2001